# Château de Puy-Vozelle
Le château de Puy-Vozelle est un château situé à Espinasse-Vozelle, en France.

## Localisation
Le château est situé sur la commune d'Espinasse-Vozelle, dans le département de l'Allier, en région Auvergne-Rhône-Alpes. Il se trouve en limite de commune au sud-est du bourg, près du village de Vozelle, dans un site boisé proche de la D2209 (route de Vichy à Gannat). Il domine la plaine d'Espinasse.

## Description
Le château de Puy-Vozelle est de style composite, à larges ouvertures à arcs en plein cintre, à galeries, tourelles et clochetons ; il a plus l’allure d’un petit palais colonial que d’un château traditionnel. L'originalité et l'éclectisme de l’édifice sont inspirés de demeures russes de cette époque : cheminées en marbre, en onyx, portes incrustées de nacre, ou sculptées concourent à sa richesse intérieure.
Il est entouré d’un parc.

## Historique
Le château est construit en 1896, sur un plan en croix grecque avec pièce à l’italienne, par l'architecte Antoine Percilly pour un médecin vichyssois, le docteur Bignon. Il est agrandi en 1906 par l'architecte Paul Martin, pour former un plan en croix latine.
L'édifice est inscrit au titre des monuments historiques en 1990.